# Пальцев Валерій Анатолійович
Валерій Анатолійович Пальцев (нар. 9 квітня 1935, Москва) — український художник монументально-декоративного мистецтва; член Харківської організації Спілки радянських художників України з 1974 року.

## Біографія
Народився 9 квітня 1935 року в місті Москві (нині Росія). Упродовж 1951—1956 років навчався у Харківському художньому училищі, був учнем Миколи Сліпченка; у 1962—1967 роках продовжив навчання у Московському вищому художньо-промисловому училищі у Гелія Коржева, Серафима Павловського.
Мешкав у Харкові в будинку на вулиці Данилевського, № 6, квартира № 3.

## Творчість
Працюював у галузі монументально-декоративного мистецтва. Серед робіт:
- розпис на будівлі політпросвіти у Бєлгороді (1968)[1];
- монументально-декоративне оформлення кафе «Полечко-поле» у Харкові (1973, у співавторстві з Анатолієм Безпалим[3])[1];
- монументально-декоративне оформлення корпусу Запорізької ГРЕС (1975[1];
- мозаїка на фасаді будинку басейну у Бєлгороді (1979, керамічна плитка[2])[1].

Учасник всесоюзних, міжнародних і зарубіжних виставок з 1965 року. Персональні виставки відбулися у Харкові у 1986 та 1990 роках.